# Биркан Сокуллу
Биркан Сокулу (на английски: Birkan Sokullu) е турски актьор, модел и бивш баскетболист.

## Биография
Биркан Сокулу е роден в Истанбул на 6 октомври 1985 г. [2] Бабата и дядото на Сокулу са били босненски имигранти. [3] Сокулу напусна баскетболната си кариера след 10 години поради контузия на крака. [4] Завършил е университета в Малтепе със специалност Радио телевизионно програмиране. [2] Докато учи в университета, той започва кариерата си на модел. Взимал е уроци по актьорско майсторство от Долунай Сойсерт . Той също учи в драматичен и актьорски департамент в университета Айдън в Истанбул в продължение на една година. Но той си тръгна. [5] Биркан започна да се забелязва с ролята си в телевизионния сериал, наречен Küçük Kadınlar . Първата му популярна водеща роля е Демир (оригинална роля, Дан) вKüçük Sırlar , турският римейк на Gossip Girl .

## Филмография
| Година         | Заглавие                  | Роля                        | Канал             | Бележки           |
| -------------- | ------------------------- | --------------------------- | ----------------- | ----------------- |
| 2008 г.        | Küçük Kadınlar            | Аяз                         | Канал Д.          | Присъединиха      |
| 2008 г.        | Елиф                      | Мустафа                     | ATV               | Водещ             |
| 2009 – 2010 г. | Мелеклер Корусун          | Левент                      | Покажи телевизия  | Присъединиха      |
| 2010 – 2011 г. | Малки тайни               | Демир                       | Kanal D – Star TV | Водещ             |
| 2012 г.        | Учурум                    | Улас                        | ATV               | Присъединиха      |
| 2013           | Фатих                     | Шехзаде Мустафа             | Канал Д.          | Подкрепа          |
| 2014 г.        | С Русия в сърцето         | Петро Борински              | Star TV           | Подкрепа          |
| 2016 – 2017 г. | Песента на живота         | Керим Джевхер               | Канал Д.          | Водещ             |
| 2017 г.        | Лице в лице               | Чихангир                    | Покажи телевизия  | Водещ             |
| 2019 г.        | Една семейна история      | Берк                        | Лисица            | Водещ             |
| 2020 г.        | Ya İstiklal Ya Ölüm       | Topkapılı Cambaz Мехмет бей | TRT 1             | мини серия /Водещ |
| 2020 г.        | Апартаментът на невинните | Хан                         | TRT 1             | Водещ             |

| Година  | Проект                          | Роля                | Платформа | Бележки                       |
| ------- | ------------------------------- | ------------------- | --------- | ----------------------------- |
| 2018 г. | Неживите                        | Нумел               | BluTV     | Водещ                         |
| 2020 г. | Възходът на империите: Османско | Джовани Джустиниани | Нетфликс  | документална драма/поддържаща |

| Година  | Филм               | Роля   | Директор     | Бележки |
| ------- | ------------------ | ------ | ------------ | ------- |
| 2019 г. | Кронолоджи         | Хакан  | Али Айдън    | Водещ   |
| 2019 г. | Гюзелигин Портреси | Йозгюр | Умур Турагай | Водещ   |